# Юдейско-римски войни
Юдейско-римските войни са поредица въстания на евреите в източното Средиземноморие срещу властта на Римската империя.
Тя включва 3 обособени във времето конфликта:
- Първа юдейско-римска война (66 – 73) – нейна кулминация е разрушаването на Йерусалим и Йерусалимския храм през 70 година и облагането на евреите в империята със специалния данък fiscus judaicus[1]
- Китоска война (115 – 117) – бунт на еврейската диаспора в Киренайка, Кипър и Египет
- Въстание на Бар Кохба (132 – 136) – завършва с ликвидиране на еврейската общност в Юдея и Йерусалим